# Notovoluta occidua
Notovoluta occidua is een slakkensoort uit de familie van de Volutidae. De wetenschappelijke naam van de soort is voor het eerst geldig gepubliceerd in 1946 door Cotton.